# Google Inbox
Google Inbox és un client de correu de Google que està pensat per a potenciar l'organització de la safata d'entrada. Google Inbox es pot descarregar en els dispositius que tinguin com a sistema operatiu Android, iOS i també compta amb una versió web. Un tret característic que té és que es poden organitzar els correus que arriben en "fets" o posposar-ne l'entrada fins a un altre dia. D'aquesta manera es pot mantenir la safata d'entrada buida i els correus ben organitzats. A part, els correus que arriben s'autoorganitzen en diferents categories com ara "viatges" o "negocis".

## Història
Google Inbox va ser llançat el dia 22 d'octubre de l'any 2014 en la seva versió "beta". Al principi es necessitava una invitació per utilitzar l'aplicació. El seu llançament va revolucionar els clients de correu per a smartphones, en gran part gràcies a la implementació del Material Design. El dia 28 de maig de l'any 2015 l'aplicació va sortir de la seva fase "beta" i Google va anunciar que tothom que tingués un compte de Gmail podria utilitzar-la. Dies més tard, concretament el dia 24 de juny de l'any 2015, Google va implementar una opció que permetia cancel·lar l'enviament de correus que ja s'havien enviat. L'opció desapareixia al cap de 10 segons.

## Organització
Google Inbox s'organitza d'una forma específica per tal de millorar l'experiència de l'usuari. Es pot dividir l'aplicació en tres grans blocs amb apartats dins de cada un.
- Menú desplegable
- Safata d'entrada
- Botó "FAB"

### Menú desplegable
Dins del menú desplegable és on hi ha la majoria d'opcions que enriqueixen el client. Dins del menú també es poden veure uns quants blocs.

#### Safata d'entrada
La safata d'entrada és on arriben els correus. La safata d'entrada és una pestanya que tenen tots els clients de correu.

#### Posposats
Dins l'apartat posposats hi trobem tots els correus que s'han marcat com a posposats. Quan posposes un correu pots triar quin dia i quina hora vols rebre de nou el correu. Mentre no arribi aquest dia, els correus s'estaran dins d'aquesta pestanya.

#### Fet
Dins l'apartat de correus "fet" s'hi poden trobar tots els correus que l'usuari hagi marcat com a "fet". Aquesta és la funció que et permet organitzar de millor manera la safata d'entrada. Un cop hagis llegit un correu o no t'interessi llegir-lo, el pots marcar com a "fet" i així podràs tenir la safata d'entrada buida.

#### Esborranys
Dins l'apartat esborranys s'hi guarden tots els esborranys de correus que hagis fet. Pots editar-los i enviar-los des de la pestanya.

#### Enviats
Dins l'apartat enviats pots veure tots els correus que has enviat i els pots reenviar.

#### Recordatoris
Els recordatoris són una altra opció que incorpora Google Inbox. Dins d'aquest apartat pots trobar tots els recordatoris que hagis creat.

#### Paperera
Dins de l'apartat de paperera s'hi poden trobar tots els correus que l'usuari ha esborrat.

#### Grups i Carpetes
A sota de les opcions, s'hi poden trobar tots els grups que crea Inbox per a agrupar els nostres correus. Un parell d'exemples d'aquests grups serien el de "viatges" i el de "social". Si hi accedim, podem veure tots els correus que estiguin dins del grup.

### Safata d'entrada
Dins la safata d'entrada és on veiem tots els correus. Si seleccionem qualsevol altra opció com ara "fet" hi veurem el contingut.

### Botó "FAB"
El botó "FAB" és un botó característic del Material Design en el que hi ha l'opció d'escriure un correu. A part del botó principal, podem escriure un correu directament als contactes més freqüents.